# Werejce (stacja kolejowa)
Werejce (biał. Верайцы; ros. Верейцы) – stacja kolejowa w miejscowości Werejce, w rejonie osipowickim, w obwodzie mohylewskim, na Białorusi. Położona jest na linii Homel - Żłobin - Mińsk.
Stacja powstała w XIX w. na linii Kolei Libawsko-Romieńskiej, pomiędzy stacjami Talka a Osipowicze.